# Новогоднее зло (фильм, 1980)
«Новогоднее зло» (англ. New Year’s Evil) — американский фильм-слэшер производства 1980 года, снятый режиссёром Эмметом Олстоном в соавторстве с Леонардом Нойбауэром, с Кипом Нивеном, Роз Келли и Крисом Уоллесом в главных ролях. События фильма разворачиваются вокруг ведущего панк-рок и нью-вейв шоу в Лос-Анджелесе, который во время новогоднего телевизионного концерта получает серию телефонных звонков от маньяка, угрожающего убийствами, которые он планирует совершить с наступлением Нового года в каждом часовом поясе.

## Сюжет
В канун Нового года популярный панк-рок и нью-вейв диджей Дайана Салливан (среди поклонников известная как «Блэйз») устраивает вечеринку до поздней ночи, которая транслируется в прямом эфире из голливудского отеля по телевидению и местному радио. Все складывается удачно, пока Дайане не звонит незнакомец со странным голосом, который утверждает, что его имя — Зло. Он объявляет о своём намерении убить по одной «непослушной девчонке» в полночь в каждом часовом поясе США; он предупреждает, что Дайана, живущая в тихоокеанском часовом поясе, станет последней жертвой. Тем временем в студию приезжает сын Дайаны Дерек, но мать не обращает на него внимания; он начинает вести себя странно в течение всей ночи, когда смотрит шоу по телевизору.
Съёмочная группа студии пересматривает меры безопасности и усиливает охрану, но по всему Лос-Анджелесу начинается череда убийств: медсестру в санатории находят мёртвой вскоре после наступления полуночи по восточному поясному времени, а двух женщин обнаруживают без сознания возле винного магазина после полуночи в центральном часовом поясе. Убийца использует радио-кассетный магнитофон, чтобы записывать звуки своих жертв, когда он убивает их, и каждый раз перезванивает на станцию, воспроизводя записи по телефону, чтобы продемонстрировать, что он настроен серьёзно. Пока убийца ищет жертву на полночь в горном часовом поясе, он нечаянно злит банду байкеров, которые преследуют его до кинотеатра «Драйв-ин». Он убивает одного из байкеров, угоняет машину семейной пары, чтобы избежать разоблачения, и уезжает с девушкой на заднем сиденье, намереваясь прикончить её, но женщине удаётся спастись.
В конце концов убийце удаётся пробраться в отель, который к этому моменту был полностью оцеплен властями, и он оказывается мужем Дайаны, Ричардом, который, как считалось ранее, был слишком занят, чтобы присутствовать на мероприятии. Оглушив Диану, он ругает её за плохое отношение к их сыну, считая, что её обращение с ним и с другими женщинами подрывает его репутацию. Ричард говорит жене, что ненавидит женщин. Он раскрывает своё намерение убить её, приковав к лифту и заставив ехать «до упора вверх, а потом до упора вниз», предварительно взломав систему управления лифтом. Пока он это делает, полицейские, которых оповестили о его присутствии, обнаруживают покойника. Завязывается скоротечная стычка, и управление лифтом выходит из строя, останавливая лифт и спасая Диану. Ричард бежит на крышу, надев маску, которую он использовал, чтобы скрыть себя при входе в здание. Загнанный в угол офицерами полиции, он прыгает в воду и разбивается в лепёшку, а потрясённый Дерек оплакивает его тело.
Раненую Дайану грузят в машину скорой помощи, но Дерек оказывается за рулём, взяв маску своего погибшего отца и убив настоящего водителя. Скорая уезжает, и судьба Дайаны остаётся неизвестной, а по радио в Гонолулу объявляют о наступлении полуночи в гавайско-алеутском часовом поясе.

## Актёрский состав
- Роз Келли в роли Дайаны «Блэйз» Салливан;
- Кип Нивен в роли Ричарда Салливана;
- Крис Уоллес в роли лейтенанта Эда Клейтона;
- Грант Крамер в роли Дерека Салливана;
- Луиза Мориц в роли Салли;
- Джед Миллс в роли Эрни Моффета;
- Тааффе О’Коннелл в роли Джейн;
- Джон Грин в роли сержанта Грина;
- Тери Копли в роли девочки-подростка;
- Анита Крейн в роли Лизы;
- Дженни Андерсон в роли медсестры Робби;
- Алисия Дханифу в роли Ивонны;
- Венди-Сью Рослофф в роли гримёрши;
- Джон Лондон в роли управляющего этажом;
- Джон Олдерман в роли доктора Рида;
- Майкл Фрост в роли Ларри.

## Выход в прокат
В Соединённых Штатах фильм был выпущен в прокат 19 декабря 1980 года компанией Cannon Film Distributors. До второй половины 2000-х годов фильм редко демонстрировался в кинотеатрах, в основном в кинотеатре Квентина Тарантино New Beverly Cinema, Лос-Анджелес, Калифорния, последний раз — 29 декабря 2018 года.
28 июня 2012 года фильм увидел свет на DVD с ограниченным тиражом в рамках коллекции «Ограниченное издание Metro-Goldwyn-Mayer». Scream Factory, дочерняя компания Shout! Factory, распространила фильм на Blu-ray 24 февраля 2015 года.

## Реакция общественности
На сайте агрегатора рецензий Rotten Tomatoes у «Новогоднего зла» рейтинг одобрения составил 14 % на основе семи рецензий. Роджер Эберт со страниц Chicago Sun-Times поставил фильму 1½ балла и написал: «Новогоднее зло» — оно как вымирающий вид — обычный, старомодный, кровавый триллер. Он не очень хорош. Иногда он неприятно кровав. Сюжет глуповат, а твист в конце позаимствован из сотен, если не тысяч других фильмов. Но в наши дни подобные «Новогоднему злу» триллеры — это возвращение к более древней и простой традиции, которая процветала в смутном прошлом, до 1978 года». Джин Сискел дал фильму ноль звёзд из четырёх, назвав его «отвратительно уродливой кинокартиной». Редакция Variety заметила: «Настоящий ужас «Новогоднего зла» — это бесконечные музыкальные номера панк-рокеров и кадры с их танцующими фанатами. На фоне этого кровавые убийства кажутся приятным облегчением».
Среди ретроспективных рецензий Эрик Веспе из Ain’t It Cool News отметил: «Новогоднее зло» попадает в ту серую зону посредственности «ни сиво, ни буро», которая не внушает страсти в ту или иную сторону. С одной стороны, это слишком глупо и по-любительски, чтобы по-настоящему испугаться, а с другой — не настолько весело, чтобы за это ратовать». Мэтт Серафини из Dread Central заключил: «Не стоит тратить на него время, если вы ищете фильм ужасов, который бы вас напугал или заставил задуматься, но в качестве ужастика для позднего вечера он подходит идеально. То, чего «Новогоднему злу» не хватает в плане страха, он компенсирует чистым развлечением. И это действительно всё, о чём вы можете просить». По мнению TV Guide, фильм был отмечен как «ещё один заурядный безумный фильм-слэшер» и «совершенно беспонтовая поделка».

## Саундтрек
У. Майкл Льюис и Лорин Риндер написали саундтрек к фильму и подготовили запись заглавного трека «Новогоднее зло».
С годами заглавная песня, как и фильм, обрела культовую популярность. Она появилась в плейлистах «лучших песен фильмов ужасов», а фильм стал темой многочисленных подкастов, в которых обсуждалась эта песня.
Песня была написана Роксаной Симан и Эдди дель Баррио. Создателям фильма нужна была оригинальная заглавная и тематическая песня для живого исполнения панк-группой, снимающейся в фильме. Запросы на песню были разосланы нескольким авторам. Музыкальным руководителем был Рекс Деверо. Дель Баррио и Симан представили на конкурс свою оригинальную песню «Новогоднее зло». Дель Баррио написал аккорды и мелодию на синтезаторе и отдал черновой миксдаун Симану, чтобы тот написал текст. Симан написала текст, чтобы наглядно отразить сюжетную линию.
Финальная демо-запись с текстом Симан была исполнена сессионным певцом Гэри Фальконе и записана на 4-дорожечном аппарате дель Баррио.
Трек к фильму был записан в студии «Солти Дог» в Лос-Анджелесе сиэтлской рок-группой Shadow: Клифф Уайт на гитаре, Рэй Леонард на басу, Дэвид Кестерсон на вокале, Арт Беннетт на барабанах, Джей Пи Пакаленка на вокале и гитаре. Запись была спродюсирована композиторами саундтрека, У. Майклом Льюисом и Лорин Риндер. Shadow также исполнили песню на камеру в качестве панк-рок группы. Песня звучит в начале фильма и неоднократно на протяжении всего фильма.
Записанная студийная версия также появляется в фильме. Эта версия была издана в виде 7-дюймового винилового сингла со скоростью 45 об/мин. Рекламные синглы были разосланы на радиостанции по всей территории США. Полная запись саундтрека была заявлена в заключительных титрах фильма и на оригинальном постере, но так и не была выпущена. В марте 2020 года компания Metro-Goldwyn-Mayer выпустила песню на цифровых стриминговых платформах.

### Прочие аранжировки
Sister Midnight, проект Стивена Дэрроу по созданию кавер-версий с участием различных вокалистов из всех жанров рока со всего мира, выпустил кавер-версию «Новогоднего зла» 31 декабря 2017 года в качестве первой записи. Вокалистом группы является Дерек «Грязный Ди» Христиансен.
The Angelas, американская альтернативная рок-группа из Небраски, образованная Алисой Витале и Натали Реголи, выпустила инструментальную версию «Новогоднего зла» 1 октября 1989 года на своём втором альбоме кавер-версий саундтреков к фильмам ужасов.

### Приём критиков
Роджер Эберт написал в своей рецензии на фильм: «Новогоднее зло» использует музыку в качестве своего фирменного приёма. Действие фильма происходит в канун Нового года, во время национального телешоу, явно вдохновлённого «Специальным полуночным выпуском». Музыканты — второсортные панк-рок группы (Made In Japan, Shadow). Ведущая (Роз Келли) голосует в прямом эфире за песню года в стиле нью-вейв».
Фильм «Новогоднее зло» стал культовым фильмом ужасов с большим количеством подкастов и рецензий на фильм, песню «Новогоднее зло» и саундтрек.
В Dread Central заявили: «Большая часть музыки принадлежит группе Shadow. Странно, но их музыка больше похожа на металл семидесятых, чем на панк-рок и новую волну восьмидесятых, которые пропагандирует фильм. Но кого это волнует? На дворе 1980 год, а в новогоднем шоу обратного отсчета на первом месте не Манилоу, не The Gap Band и не The Oak Ridge Boys. Это «Новогоднее зло» группы Shadow».
Редакция The Daily Dot заметила: «Во-первых, в этом фильме звучит лучшая новогодняя песня из когда-либо созданных. Как и вступление к «Пятнице 13-му — Части 3», это одна из тех редких оригинальных композиций для малобюджетного фильма ужасов, которая является настоящей жемчужиной, и она должна стать американским стандартом празднования Нового года».
По мнению FilmFracture, «конечно, ни один рок-н-ролльный фильм ужасов не может быть полным без музыки. Рок в «Новогоднем зле» обеспечивают две вполне реальные группы — Made in Japan и Shadow. Ни одну из них нельзя назвать панк- или нью-вейв-группой… но обе они явно относятся к тому периоду, в котором происходит действие фильма. Тематическая песня, исполненная Shadow и подходяще названная «Новогодним злом», невероятно заразительна и звучит как на открывающих, так и на закрывающих титрах, а также один раз в течение всего фильма. Как будто песня не была достаточно запоминающейся, но услышать её три раза за девяносто минут означает, что она никак не может не закрепиться в голове зрителя. Торжественная и тревожная музыка… довольно типична для саспенса и стинга на синтезаторе Moog, но она хорошо работает в контексте слэшер-фильма новой волны. Между рок-н-ролльным саундтреком и электронной музыкальной составляющей звуковое сопровождение «Новогоднего зла» — один из самых запоминающихся элементов фильма».